# 薩布加爾
40°21′N 7°5′W / 40.350°N 7.083°W
薩布加爾（葡萄牙語：Sabugal），是葡萄牙的城鎮，位於該國中北部，由瓜達區負責管轄，始建於1296年，面積822.70平方公里，2011年人口12,544，該城鎮人口密度每平方公里15.25人。